# 602
Évszázadok: 6. század – 7. század – 8. század
Évtizedek: 550-es évek – 560-as évek – 570-es évek – 580-as évek – 590-es évek – 600-as évek – 610-es évek – 620-as évek – 630-as évek – 640-es évek – 650-es évek
Évek: 597 – 598 – 599 – 600 –  601 – 602 – 603 – 604 – 605 – 606 – 607

## Események

### Bizánci Birodalom
- Petrosz, Maurikiosz császár fivére a későbbi Havasalföldre vezet sikeres hadjáratot az ottani szlávok ellen.
- Az avarok büntetőexpedíciót indítanak a bizánciakkal szövetséges, a mai Dél-Ukrajnában élő szláv antok ellen és megdöntik államukat.
- Meghal Baján, az avarok kagánja. Birodalma a bizánciaktól elszenvedett súlyos vereségek miatt az összeomlás határára kerül, az avar törzsek és szláv vazallusaik lázonganak.
- Maurikiosz császár elrendeli, hogy a hadsereg a Dunától északra teleljen. A rosszul fizetett, folyamatos hadjáratokra kényszerített katonák Phókasz vezetésével fellázadnak. Phókasz Konstantinápolyba indul és november 23-án a főváros melletti Hebdomonban II. Küriakosz pátriárka császárrá koronázza. Maurikiosz elmenekül, de elfogják és Phókasz öt fiával együtt lefejezteti; feleségét és három lányát kolostorba zárják.
- Mezopotámia kormányzója, Narszész fellázad Phókasz ellen és perzsa segítséget kér. II. Huszrau perzsa sah arra hivatkozva, hogy megbosszulja "barátja és atyja" (Maurikiosz korábban visszasegítette őt a trónjára, amikor egy bitorló elűzte) meggyilkolását, hadat üzen Konstantinápolynak.
- Az örmény Szurb Karapet kolostort földrengés dönti romba.

### Európa
- II. Theuderic és II. Theudebert frank királyok sereget küldenek a délnyugat-aquitániai baszkok (vaszkonok) ellen. Miután legyőzik őket, megalapítják Wasconia (Gascogne) Hercegségét és élére Genialist állítják.
- A 19 éves II. Liuva vizigót király Wittericet nevezi ki a hadsereg élére és megbízza azzal, hogy űzze ki a bizánciakat az Ibériai-félszigetről.

### Perzsia
- II. Huszrau árulással vádolja és kivégezteti a vazallus arab Lahmida dinasztia királyát, III. Al-Numánt; államát pedig annektálja.

### Kína
- Miután az észak-vietnami Korai Lý dinasztia császára, Hậu Lý Nam Đế megtagadja hogy kínai vazallus legyen, a Szuj dinasztia császára, Ven százezres hadsereget küld ellene és megdönti a Lý dinasztia uralmát.

## Születések
- Adaloald, longobárd király
- Tarszoszi Theodórosz, Canterbury érseke
- Li Csun-feng, kínai matematikus és történetíró
- Hszüan-cang, kínai buddhista teológus és utazó

## Halálozások
- november 27. – Maurikiosz, bizánci császár
- Theodosziosz, Maurikiosz fia és uralkodótársa
- Komentiolosz, bizánci hadvezér
- I. Baján, avar kagán

## Fordítás
- Ez a szócikk részben vagy egészben  a(z)   602 című angol Wikipédia-szócikk ezen változatának fordításán alapul.  Az eredeti cikk szerkesztőit annak laptörténete sorolja fel. Ez a jelzés csupán a megfogalmazás eredetét és a szerzői jogokat jelzi, nem szolgál a cikkben szereplő információk forrásmegjelöléseként.